# Walmor Oliveira de Azevedo
Walmor Oliveira de Azevedo (ur. 26 kwietnia 1954 w Cocos) – brazylijski duchowny katolicki, arcybiskup Belo Horizonte od 2004.

## Życiorys
9 września 1977 otrzymał święcenia kapłańskie. Inkardynowany do archidiecezji Juiz de Fora, pracował przede wszystkim jako duszpasterz parafialny. Był także archidiecezjalnym koordynatorem ds. duszpasterstwa powołań i rektorem seminarium duchownego.
21 stycznia 1998 został mianowany biskupem pomocniczym archidiecezji São Salvador da Bahia, ze stolicą tytularną Caliabria. Sakry biskupiej udzielił mu ówczesny arcybiskup ordynariusz - Lucas Moreira Neves.
28 stycznia 2004 został mianowany ordynariuszem archidiecezji Belo Horizonte, zaś rządy w archidiecezji oficjalnie objął 26 marca 2004. 28 lipca 2010 papież Benedykt XVI mianował go równocześnie ordynariuszem dla wiernych obrządku wschodniego, niemających w Brazylii własnego ordynariusza.
6 maja 2019 został wybrany przewodniczącym Konferencji Episkopatu Brazylii.